# Jump (For My Love)
Jump (For My Love) är en elektropop-låt av den amerikanska musikgruppen The Pointer Sisters, släppt den 11 april 1984, som den tredje singeln från deras tionde studioalbum Break Out (1983). Låten nådde topp tio på de amerikanska Billboard Hot 100-, R&B- och Dance-listorna, och det var den bästsäljande amerikanska danssingeln 1984. Låtens huvudsångare är June Pointer.
Girls Aloud gjorde en version av låten, med namnet nedkortat till Jump, som släpptes i november 2003.